# كينجي فوكودا
كينجي فوكودا (باليابانية: 福田 健二) مواليد 21 أكتوبر 1977 في نيهاما، إهيمه، اليابان، هو لاعب كرة قدم ياباني. يلعب كمهاجم. مثّل منتخب اليابان لكرة القدم فئة الشباب.

## المسيرة الاحترافية

### أندية لعب لها
- ناغويا غرامبوس
- نادي طوكيو لكرة القدم
- فيغالتا سنداي
- نادي لاس بالماس
- يونيكوس

## روابط خارجية
- كينجي فوكودا على موقع الاتحاد الدولي (مؤرشف)  (الإنجليزية)
- كينجي فوكودا على موقع رابطة كرة القدم اليابانية للمحترفين (اليابانية)
- كينجي فوكودا على موقع قاعدة بيانات كرة القدم.إي يو (الإنجليزية)
- كينجي فوكودا على موقع Soccerway.com (الإنجليزية)
- كينجي فوكودا على موقع عالم كرة القدم.نت (الإنجليزية)